# Air Sinai

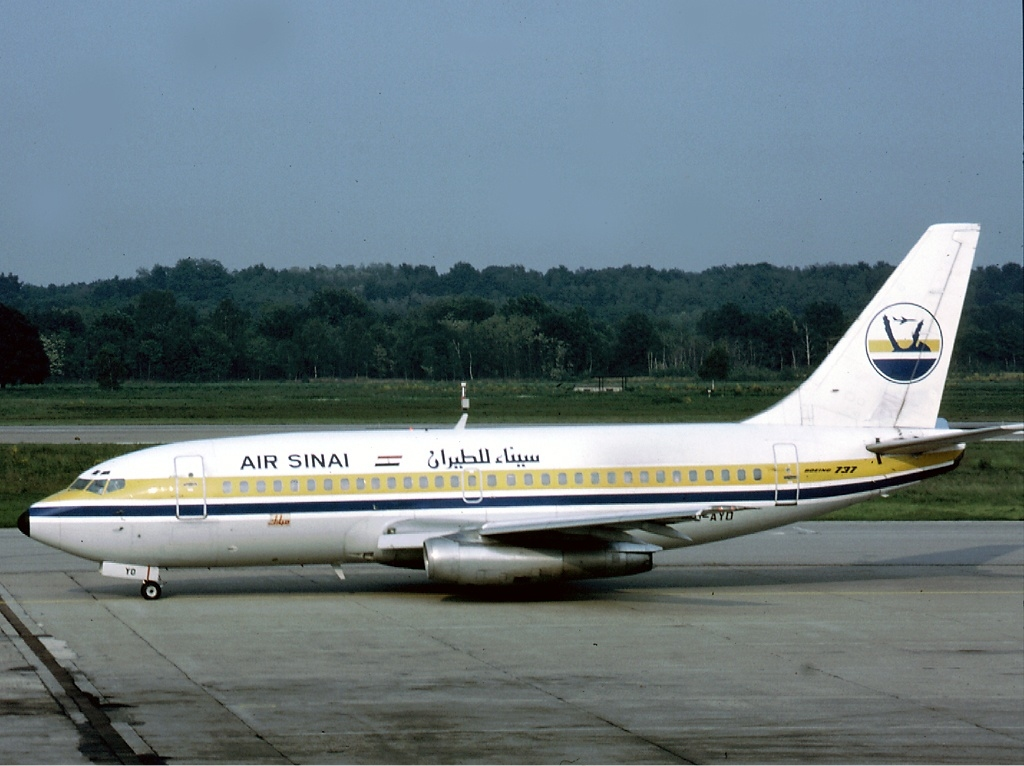
Az Air Sinai korábbi festése egy gépen Milánóban (1988)

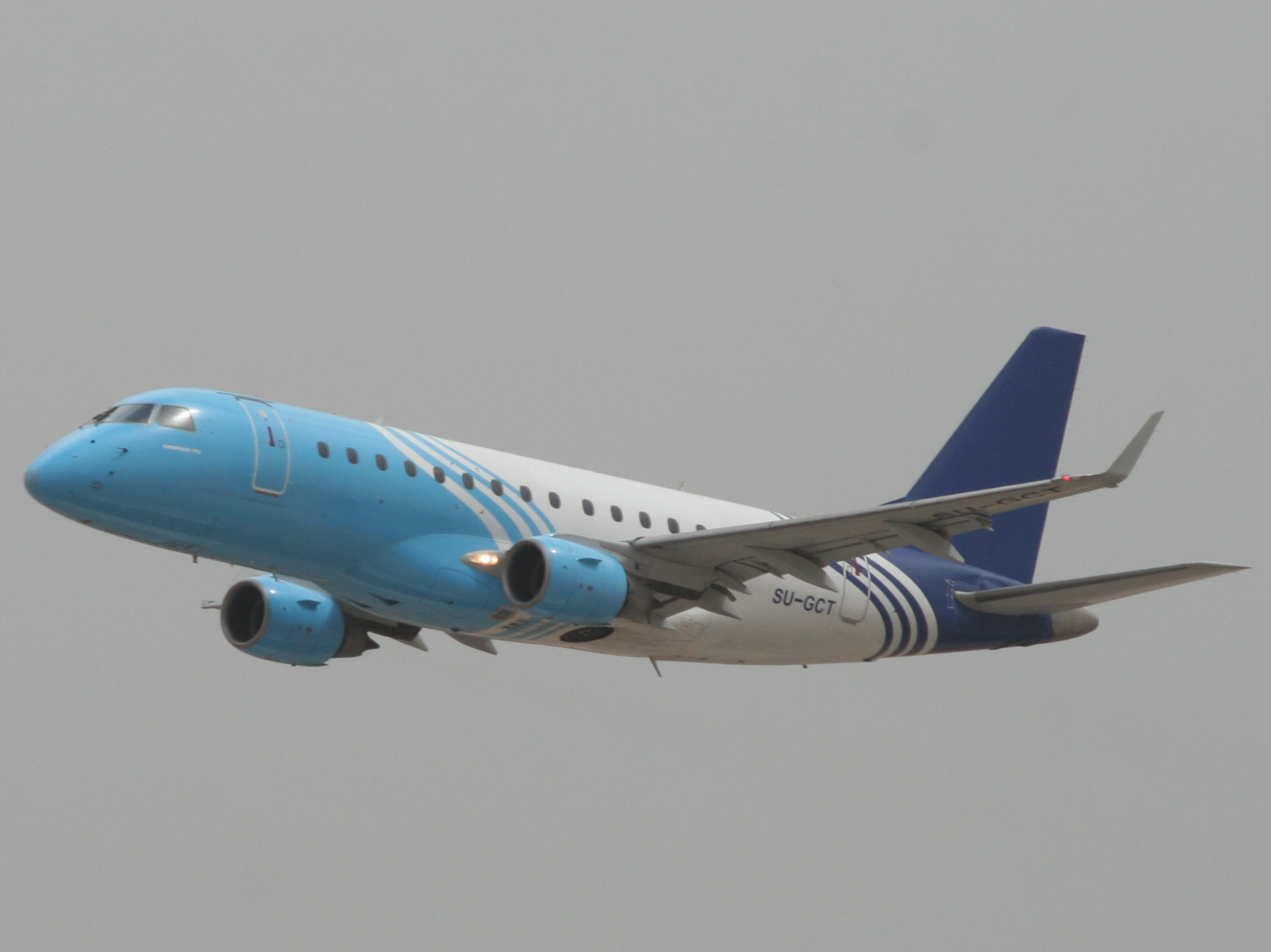
EgyptAir Express-festésű, jelöletlen Embraer 170 az Air Sinainál

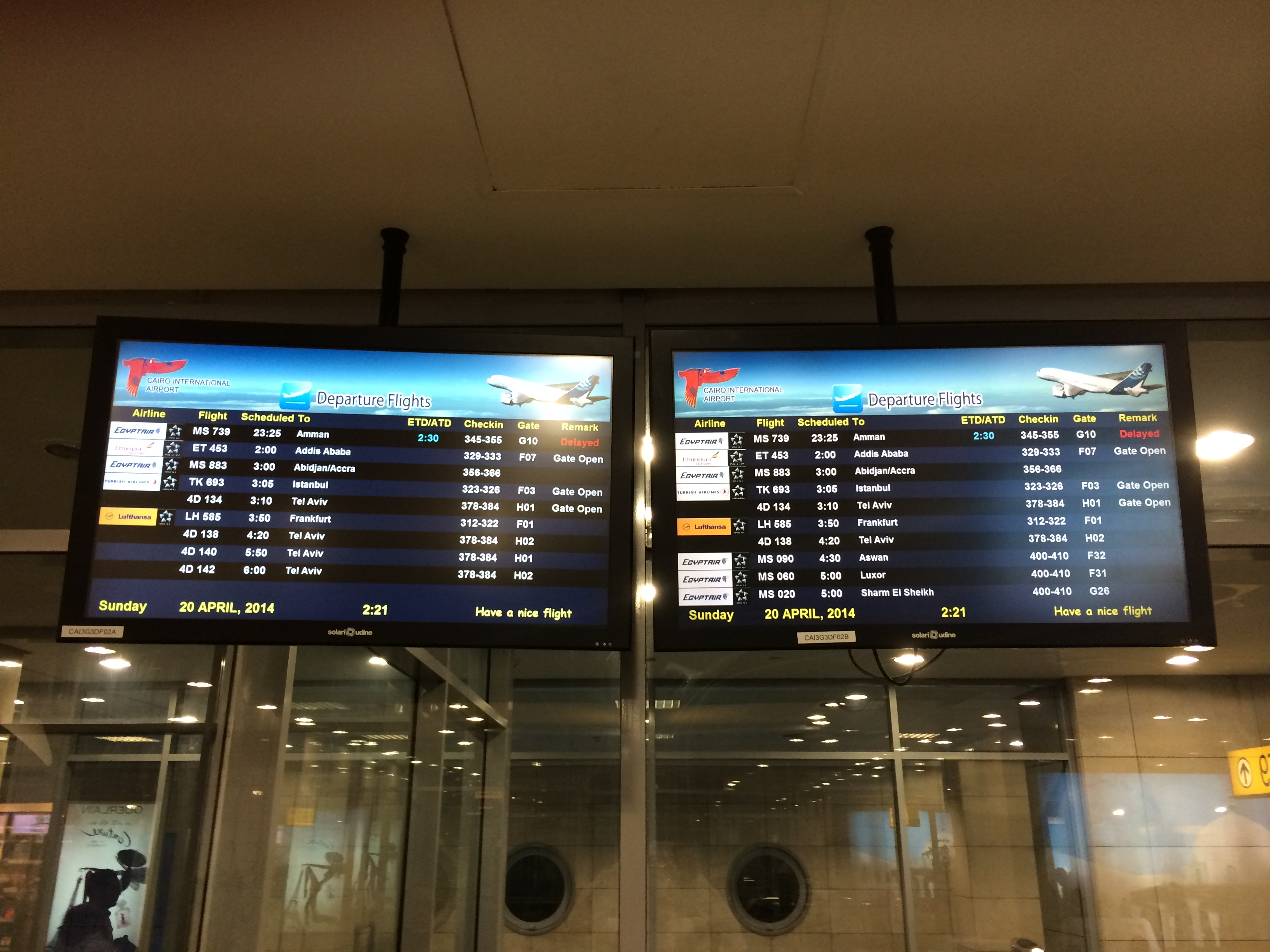
Az Air Sinai induló járatai a kijelzőn a légitársaság nevének feltüntetése nélkül

Az Air Sinai (arab betűkkel: سيناء للطيران, Sīna' lit-Ṭayyarān) egy egyiptomi légitársaság, az EgyptAir leányvállalata volt. A légitársaság két repülőgépét teljes bérleti szerződés („wet lease”; személyzettel és karbantartással együtt bérelt gép) keretén belül bérelte az anyavállalattól; gyakorlatilag azért létezett, hogy az EgyptAir ne a saját neve alatt repüljön Izraelbe. Egyetlen járata a kairói nemzetközi repülőtér és a Tel-Aviv-i Ben-Gurion nemzetközi repülőtér között közlekedett az EgyptAir megbízásából.

## Története
Az 1979 márciusában kötött egyiptomi–izraeli békeszerződés kikötötte, hogy a két ország közt működnie kell polgári légijáratnak. A légitársaságot 1982-ben alapították, hogy menetrend szerinti járatokat üzemeltessen Egyiptom és Izrael között, mert az állami tulajdonú EgyptAir politikai okokból nem repülhette ezeket az útvonalakat. A cég az EgyptAirtől bérelt Boeing 737–200 gépekkel kezdett üzemelni a korábban a Nefertiti Aviation által működtetett útvonalakon, és új járatokat is indított Egyiptom nyaralóhelyeire. Az 1980-as évek közepén egy Fokker F27 Friendship gépet is használtak. 1982 folyamán egy Boeing 707–320C gépet is bérelt és üzemeltetett az EgyptAir helyett európai útvonalaikon, főleg Kairó és Koppenhága között hetente kétszer. (MS781/782 járatszámmal).
A két ország közti feszült politikai viszony miatt a légitársaság diszkréten működött: weboldala sokáig nem volt, a jelöletlen gépekkel üzemelő járat nem jelent meg az EgyptAir menetrendjében, weboldalán vagy útvonaltérképén; a kairói repülőtéren IATA-kódjával (4D) szerepelt az induló és érkező járatokat mutató kijelzőn. Az Air Sinai külön légitársaságként 2002-ben befejezte működését, ezután papíron létező légitársaságként funkcionált az EgyptAir egyik gépével, amelyen egyik légitársaság logója vagy bármiféle azonosító jelzése sem volt látható (bár időnként előfordult, hogy EgyptAir-festésű gép jelent meg ezen az útvonalon Tel-Avivban). 2020 februárjában megjelent az online foglalási lehetőség, egy utazási iroda honlapján.
2021. október 3-án az EgyptAir saját neve alatt is közvetlen járatot indított Kairó és Tel-Aviv között, így az Air Sinaira nincs többé szükség.

## Flotta
Az Air Sinai két jelöletlen Embraer E170 repülőgépet, az EgyptAir tulajdonát használta (lajstromjelük: SU-GFA és SU-GFD); korábban egy Boeing 737–566 (lajstromjele SU-GBK) repülte az útvonalat. Időnként más, köztük nagyobb gépek is előfordulnak az útvonalán, melyekről az EgyptAir festését és logóját eltávolították (bár ritkán előfordulnak az EgyptAir gépeként azonosítható gépek is az útvonalon).
2019 szeptemberében bejelentették, hogy 2020. május 1-től a légitársaság – az EgyptAirhez hasonlóan – az Embraer 170 gépeket Airbus A220-ra cseréli. Végül 2019. december 9-én repülte először Airbus A220 az útvonalat. 2021 májusában az Air Sinai megvált Airbus A220 gépétől, amely a nigériai Ibom Airhez került át.

## Fordítás
- Ez a szócikk részben vagy egészben  az   Air Sinai című angol Wikipédia-szócikk ezen változatának fordításán alapul.  Az eredeti cikk szerkesztőit annak laptörténete sorolja fel. Ez a jelzés csupán a megfogalmazás eredetét és a szerzői jogokat jelzi, nem szolgál a cikkben szereplő információk forrásmegjelöléseként.